# Mathilde Ollivier
Mathilde Ollivier (Montparnasse, 20 settembre 1994) è un'attrice e modella francese.

## Carriera
Ollivier è nata e cresciuta a Montparnasse. Ha studiato recitazione e danza al Conservatorio di Parigi e al Cours Simon prima di frequentare l'Accademia Internazionale di Danza di Parigi.
La sua carriera come modella include l'apparizione nell'edizione di marzo 2016 di Vogue, nell'edizione di ottobre 2016 di Purple e nell'edizione di aprile 2017 di Twin.
Sul palcoscenico francese, Ollivier è apparsa nelle produzioni di Dangerous Liaisons e in Mistinguett. Nel 2018 ha recitato nei panni di Chloe, una cittadina francese bloccata in un villaggio occupato dai nazisti devastato dalla guerra, nel film horror prodotto da JJ Abrams intitolato Overlord. Nello stesso anno ha anche prodotto il documentario del 2018 Upright Women sulla difficile situazione delle donne in Burkina Faso, ridotte in schiavitù e costrette a sposarsi.
Nel 2020 è stata scritturata in Sister of the Groom con Alicia Silverstone, il cui personaggio cerca di impedire a quello della Ollivier di sposare suo fratello.
L'anno successivo ha partecipato a Boss Level con Mel Gibson e Naomi Watts.
Nel 2022 interpreta il ruolo di Clémence nella serie televisiva 1899 di Netflix, ideata da Baran bo Odar e Jantje Friese.

## Filmografia

### Film
- The Misfortunes of François Jane, regia di Patrick Pearse (2016)
- La Sainte Famille, regia di Marion Sarraut (2017)
- Overlord, regia di Julius Avery (2018)
- Le spie di Churchill (A Call to Spy), regia di Lydia Dean Pilcher (2019)
- Sister of the Groom - Il matrimonio di mio fratello, regia di Amy Miller Gross (2020)
- Boss Level, regia di Joe Carnahan (2021)

### Cortometraggi
- Walking Home, regia di Max Richert (2016)

### Produttrice
- The Upright Women, regia di Patrick Pearse (2020)

### Televisione
- Nona et ses filles - serie TV, 9 episodi (2021)
- 1899 - serie TV, 8 episodi (2022)